# Makoto Kakegawa
Makoto Kakegawa (japanisch 掛川 誠 Kakegawa Makoto; * 23. Mai 1973 in der Präfektur Saitama) ist ein ehemaliger japanischer Fußballspieler.

## Karriere
Kakegawa erlernte das Fußballspielen in der Schulmannschaft der Yorii High School und der Universitätsmannschaft der Tokai-Universität. Seinen ersten Vertrag unterschrieb er 1996 bei Bellmare Hiratsuka. Der Verein spielte in der höchsten Liga des Landes, der J1 League. Für den Verein absolvierte er 19 Erstligaspiele. 2000 wechselte er zum Ligakonkurrenten Vissel Kobe. Für den Verein absolvierte er 128 Erstligaspiele. 2006 wechselte er zum Ligakonkurrenten Shimizu S-Pulse. Ende 2009 beendete er seine Karriere als Fußballspieler.

## Erfolge
Shimizu S-Pulse
- J.League Cup

Finalist: 2008